# Ignác Teiszenberger
Ignác István Teiszenberger (ur. 11 grudnia 1880 w Budapeszcie) – węgierski kolarz, olimpijczyk.
Ignác Teiszenberger wystartował na igrzyskach olimpijskich jeden raz – podczas V Letnich Igrzysk Olimpijskich w 1912 roku w Sztokholmie wziął udział w dwóch konkurencjach. W jeździe indywidualnej na czas na dystansie 315 kilometrów zajął 84. miejsce z czasem 13-38:35,8. W jeździe drużynowej wraz z reprezentacją Węgier zajął 12. miejsce.
Reprezentował barwy klubu Törekvés.